# Op weg met Jan
Op weg met Jan is een Vlaamse televisieserie waar de afleveringen het midden houden tussen een reisverslag en een interview. Interviewer Jan Van Looveren reist met een gast een week in een 4WD-jeep door een afgelegen bestemming in een ver land met beproevende wegomstandigheden. De serie geeft de kijker zowel een diepgravend en intens interview met de gast van de aflevering, als een verslag van de autorit en de bezochte streken. Het gegeven dat interviewer en geïnterviewde een tijd samen zijn en in een jeep op een afgelegen locatie met mekaar spreken en daar de tijd voor nemen draagt bij aan de emoties, de intimiteit en de sereniteit van de gesprekken. Het eerste seizoen van het programma liep van 1 mei 2017 tot 26 juni 2017 op de Vlaamse televisiezender Eén. In 2018 kwam er een tweede reeks vanaf 13 december 2018.

## Productie
Het programma werd gemaakt door het productiehuis Warner Bros International Television Production België waarmee Van Looveren een exclusiviteitscontract heeft en was een Vlaamse versie van het Britse tv-concept World's Most Dangerous Roads. De opnames vonden plaats begin 2016.
De aflevering met Marc Herremans in Peru liep niet goed af. Na een draaidag waar al 13 uur gereden werd, moest Van Looveren in de schemering uitwijken voor een diepe put. Herremans botste met zijn hoofd tegen het dak van de wagen en door zijn verlamming tot de borst kon hij met zijn buikspieren niets van de klap opvangen. De ingewanden bleven gelukkig gespaard, maar een jaar na de opnames heeft Herremans nog steeds last van dat moment.
In het tweede seizoen volgen nog afleveringen met Evi Van Acker in Vietnam, Karolien Debecker in Marokko, Lien Van de Kelder in El Salvador en  Dagny Ros Asmundsdottir in IJsland.

## Afleveringen

### Seizoen 1
| Afl. | Uitzenddatum | Gast                 | Land                 | Locatie en gespreksonderwerpen |
| ---- | ------------ | -------------------- | -------------------- | --- |
| S1E1 | 1 mei 2017   | Carry Goossens       | Mongolië             | De rit gaat over het bevroren meer Hövsgöl Nuur tot in het uiterste noorden van het land. De gesprekken gaan over Carry's jeugd en zijn relatie met zijn vader. Ook zijn toneelopleiding en de bepalende rol die Dora van der Groen daarin speelde, de grote hoeveelheid comedy die hij speelde en hoe hij dit aanvoelt, passeren de revue. |
| S1E2 | 8 mei 2017   | Kamal Kharmach       | Ethiopië             | De reis gaat van Aksum waar in een kapel bij de kathedraal de Ark van het Verbond bewaard zou worden langs een moskee en een kleine hut waar een groot gezin woont, en langs Gondar naar de kerken van Lalibela. Vandaar verder over Dessie naar Addis Ababa. Het gesprek gaat over Kamel Kharmach zijn gewichtstoename en gewichtsvermindering en de impact op zijn leven van de periode voor, tussen en na. Ook zijn carrière in stand-upcomedy en zijn toekomstplannen komen aan bod. |
| S1E3 | 15 mei 2017  | Goedele Liekens      | Georgië              | Goedele Liekens en Jan rijden vanuit Tbilisi eerst over bergwegen in de Kaukasus tot over de 2.950 m Abanopas die de verbinding vormt tussen Kacheti en Toesjeti, dicht tegen de grens met Tsjetsjenië. Vervolgens gaat de route langs het geboortehuis van Stalin in Gori tot aan de Zwarte Zee. Het gesprek gaat over de Miss België-periode van Goedele Liekens, haar opdrachten als ambassadrice van de Verenigde Naties, haar werk als seksuologe en haar inschatting van de impact van porno op seksualiteit. |
| S1E4 | 22 mei 2017  | Marc Herremans       | Peru                 | De rit gaat naar het hooggebergte van de Andes, naar de Ticlio-pas op 4.818 m. Het gesprek gaat over de blijvende impact van Marc Herremans zijn handicap op zijn fysieke mogelijkheden, zijn beperkingen als vader voor zijn kind te kunnen zorgen, het belang van seksualiteit. |
| S1E5 | 29 mei 2017  | Ann Tuts             | Madagaskar           | Ann Tuts en Jan rijden dwars over het eiland Madagaskar langs de bekende route nationale 5. Een aarden weg omgevormd tot een modderbaan met diepe sporen en geïmproviseerde bruggen. Onderweg worden ze afgedreigd tol te betalen en rijden ze zich vast in de brugconstructies en putten. De gesprekken gaan over Ann haar jeugd in een groot gezin, haar keuze actrice te worden, het verlies van vader of moeder en haar vroegere huwelijk met Walter Michiels. |
| S1E6 | 12 juni 2017 | Assita Kanko         | Bolivië              | Assita Kanko en Jan volgen de noordelijke Yungasweg, "el camino de la muerte", van La Paz naar Coroico. De reis eindigt na een tocht dwars door de Salar de Uyuni. In de gesprekken komen de jeugd van Kanko in Burkina Faso, vrouwenbesnijdenis, de relatie met haar vader en haar moeder en feminisme aan bod. |
| S1E7 | 19 juni 2017 | Sam Bettens          | Alaska               | De reis begint met een rit naar de luchthaven van Talkeetna waar ze met een klein vliegtuig tot bij de Denali vliegen en daar een landing op een gletsjer meemaken. Ze kunnen dan het ruwe landschap in alle stilte bewonderen alvorens terug te vliegen. De route brengt hen nog langs een brandweerkazerne en een bisonkwekerij. Sam Bettens en Jan volgen vervolgens de Dalton Highway tot Deadhorse. In de gesprekken komen Bettens' muziekcarrière, zijn leven in de Verenigde Staten, zijn relatie met de kinderen van zijn partner, de twee kinderen die hij samen met zijn vrouwelijke partner adopteerde en meer in het algemeen gender. |
| S1E8 | 26 juni 2017 | compilatieaflevering | compilatieaflevering | |

### Seizoen 2
| Afl. | Uitzenddatum     | Gast                    | Land        | Locatie en gespreksonderwerpen |
| ---- | ---------------- | ----------------------- | ----------- | --- |
| S2E1 | 13 december 2018 | Nora Gharib             | Albanië     | De reis gaat in vijf dagen vanuit Tirana door de bergen naar Pogradec aan het meer van Ohrid, de tweede dag door de bedding van de Tommoricarivier en het nationaal park Mali i Tomorrit, over de top van de Tomorr, een bedevaartsplaats voor christenen en, met een schrijn voor Abbas ibn Ali, ook voor de Bektashi naar Çorovodë, de derde langs de canyons van de Shushicë naar Vlora. Langs de Ionische Zee en door de lagune van Karavasta rijden ze de vierde dag naar Shkodër. De laatste dag rijden ze door de Albanese Alpen tot Theth waar ze na een kleine klimtocht te voet de aflevering afronden aan een bergmeertje met waterval. Tijdens de ritten getuigde ze uitvoerig over haar carrière, haar geloof als moslima en de periode waarin haar partner eerst zeven jaar lang niet door haar ouders werd geaccepteerd, maar hun relatie dan toch de zegen van haar ouders kreeg, waarna ze in 2017 huwde. |
| S2E2 | 20 december 2018 | Tina Maerevoet          | Sri Lanka   | De reis gaat van de westkust van het eiland naar de oostkust, van het vissersdorp Negombo naar het olifantengebied en nationaal park van Udawalawe in het zuiden, en vervolgens noordwaarts door het centrale massief langs Ella, over Horton Plains tot Walapane. Vandaar gaat het terug bergaf, tot aan de stad en grote zandstranden van Batticaloa. Tijdens de aflevering komen Tinas angsten en onzekerheid uitvoerig aan bod, naast leven met het verdriet na het verlies van haar vader en worden de oude pesterijen van Jan tegenover Tina uitgesproken. |
| S2E3 | 10 januari 2019  | Lien Van de Kelder      | El Salvador | Jan en Lien hebben het onder andere over de familiegeschiedenis van Lien. Haar tante startte in 1970 een ziekenhuis en materniteit in El Salvador. Haar oom werd er vermoord. Lien vertelt over haar gezin met plusdochters, die ze op jonge leeftijd kreeg toen ze zelf nog geen moeder was. Haar plusdochters kregen het moeilijk met de situatie toen Lien en haar partner Hans zelf in verwachting waren. Ze hebben het verder nog over Lien haar perfectionisme en bezoeken een weeshuis. |
| S2E4 | 17 januari 2019  | Evi Van Acker           | Vietnam     | |
| S2E5 | 24 januari 2019  | Karolien Debecker       | Marokko     | |
| S2E6 | 31 januari 2019  | Dagny Ros Asmundsdottir | IJsland     | |